# 대전제일고등학교
대전제일고등학교(大田第一高等學校)는 대한민국 대전광역시 서구 도마동에 있는 사립 고등학교이다.

## 학교 연혁
- 1969년 10월 20일 : 학교법인 동준학원 설립인가
- 1970년 1월 13일 : 대전제일중학교 (전 대전북중학교) 설립
- 1978년 12월 29일 : 초대 강동준 교장 취임
- 1979년 3월 2일 : 대전북상업고등학교 (제1회 입학식)
- 1984년 8월 23일 : 대전북고등학교(일반고)로 학칙변경인가
- 1985년 3월 2일 : 대전북고등학교 (제1회 입학식)
- 2007년 1월 12일 : 대전제일고등학교로 교명 변경인가
- 2009년 3월 1일 : 제4대 강형천 교장 취임
- 2014년 2월 28일 : 대전제일중학교 폐지 / 학년당 3학급 9학급 , 총 졸업생 11,736명 / 교육부 소규모학교 통폐합 정책에 의함
- 2017년 3월 1일 : 학생참여형 과학수업 대전 거점 선도학교
- 2017년 4월 12일 : 대전제일고등학교 야구부 창단
- 2020년 12월 10일 : 고교학점제 선도학교 선정
- 2024년 2월 8일 : 제43회 졸업식(132명) 총 9,214명 졸업
- 2024년 3월 4일 : 신입생 입학식(남녀8학급 185명)
- 2024년 9월 2일 : 제9대 황용원 교장 취임

## 참고 자료
- 대전제일고등학교 - 한국교육학술정보원 학교알리미